# Православие в Чехии
Правосла́вие в Че́хии представлено двумя епархиями Православной церкви Чешских земель и Словакии (Пражской и Оломоуцко-Брненской), 88 приходами и шестью монастырями, Русской православной церковью и тремя миссиями различных зарубежных Православных церквей. Предстоятелем Православной церкви Чешских земель и Словакии является митрополит Чешских земель и Словакии, архиепископ Прешовский Ростислав (Гонт).
История христианства на территории Чехии начинается в IX веке, когда здесь были с миссией святые равноапостольные братья Кирилл и Мефодий. Впоследствии эти земли подчинялись Римско-католической церкви, и только в XIX веке начали возникать первые православные приходы (Русской православной церкви). В 1921 году была создана Чешская православная епархия Сербской православной церкви, которую возглавил епископ Горазд (Павлик) и в которую вошла часть Чехословацкой гуситской церкви. После Второй мировой войны чешские православные вместе с русскими эмигрантами перешли в юрисдикцию Московского патриархата, от которого в 1951 году получили автокефалию.

## История

### Миссия святых Кирилла и Мефодия
Начало христианству на территории Чехии, Моравии и Словакии восходит к первой половине IX века, когда на эти земли пришли проповедники из Греции, Валахии и Германии. Успеху проповеди препятствовало то, что миссионеры действовали разрозненно и совершали богослужение не на славянском языке, а по-гречески и на латыни. К тому же немецкая миссия угрожала независимости Моравского государства.
В 862 году святой Ростислав, князь Моравский (846—870) после совета со своими вельможами (жупанами) и народом отправил посольство к византийскому императору Михаилу III с просьбой прислать в Моравию такого проповедника, который бы учил народ на родном языке. По совету святителя Патриарха Константинопольского Фотия, для этого дела были избраны учёные братья Константин (Кирилл) и Мефодий. В 863 году святые братья прибыли в Моравию. Их миссионерская деятельность простиралась на территорию современных Чехии и Словакии. Ими была создана азбука — глаголица, переведены на славянский язык Священное Писание, богослужебные и канонические книги Православной Церкви. Всё это способствовало массовому крещению народа. Своих учеников, подготовленных к священнической хиротонии, святые братья планировали отправить на посвящение в Константинополь. Однако политическая нестабильность в Византийской империи не позволила им получить оттуда своевременную поддержку.
Активная миссионерская деятельность славянских просветителей вызвала противодействие со стороны немецкого клира, поддерживаемого частью местных феодалов. Святые братья были обвинены в ереси.
В 867 году Константин и Мефодий отправились в Рим. Здесь они были торжественно встречены папой Адрианом II (867—872). Братья привезли с собой мощи святого Климента Римского, которые были положены в Риме в храме, построенном в честь этого святителя. 14 февраля 869 года в Риме умер Константин, который был похоронен в базилике святого Климента. Перед смертью он принял монашеский постриг с именем Кирилл.
Святой Мефодий и славянские ученики святого Кирилла были рукоположены в священные степени папой Адрианом и отправлены в Паннонию по просьбе местного князя Коцела Блатенского. Вскоре по просьбе того же князя святой Мефодий был поставлен во епископа Паннонского. Паннония была изъята из власти баварских епископов латинского обряда и непосредственно подчинена Риму. Это вызвало недовольство немецкого клира и феодалов, которые, взяв Мефодия под стражу, отправили его в тюрьму в Швабию. Святитель вышел на свободу только через два с половиной года.
После этого святой Мефодий вновь был отправлен в Моравию папой Иоанном VIII. Здесь у власти находился князь Святополк, племянник святого Ростислава, который сверг своего дядю с престола. Святой Ростислав был ослеплён и посажен немецкими князьями в тюрьму, где и умер. Однако вскоре Святополк порвал с немцами и стал поддерживать славянское богослужение. При его покровительстве святой Мефодий продолжил миссионерские труды своего брата. Святой много путешествовал по Велокоморавской державе, крестил народ и ставил священников из славян. Так, например, около 874 года им были крещены князь чехов Борживой, его жена Людмила и двое их сыновей. Мефодий провёл в Чехии около года, освятив здесь первые христианские храмы и поставив для чехов несколько священников. 4 апреля 885 года святой Мефодий скончался. Его славянские ученики были изгнаны из Великой Моравии. Святые Климент, Наум и Ангелар пошли на юг к Македонии, Болгарии и Сербии; святой Савва в пределы современного Закарпатья, а святой Горазд на Русь.
Славянское богослужение сохранялось в Чехии до начала XII века, а в Восточной Словакии не прерывалось никогда.
После изгнания святого Мефодия и его учеников в конце IX века память об их миссии в Чешских землях не была уничтожена. Здесь всегда оставалось стремление к возрождению славянского богослужения.

### Восточный обряд в Римско-католической церкви
В 1346 году моравский граф, впоследствии чешский король и император Священной Римской империи Карл IV, обратился к римскому папе Клименту VI с просьбой о разрешении осуществлять в разных местах Чешского королевства славянское богослужение. Папа высказался против этой идеи, но, исходя из конкретной ситуации и благодаря личной дружбе с Карлом, дал согласие на открытие в Праге Эмауского монастыря, в который были поселены монахи из Хорватии, подчинявшиеся Римскому престолу и осуществляли богослужение на славянском языке. Монастырь был открыт в 1347 году и получил название «На Слованех». Он играл особую роль в духовной жизни чехов XIV— XV веков.

### Гуситская церковь и православие
Стремление к большей независимости и в частности к возрождению славянского богослужения привело в начале XV века к гуситским войнам. После казни Яна Гуса в Констанце в 1415 году, Чехия вышла из повиновения Римско-католической церкви и стала первой некатолической страной Западной Европы.
Известно, что гуситы искали союза с Православной церковью. В 1451—1453 годах в Константинополе велись переговоры о возможности воссоединения чешских «утраквистов» (или «подобоев», которые ратовали за причащения под обоими видами) с Православной церковью. В 1451 году Константинополь посетил «благочестивый иерей» Константин Ангелика, представивший от имени чехов «Книгу веры». Исповедание гуситов было признано вполне православным и Константинополь обещал прислать в Чехию православное духовенство. Завоевания Константинополя турками в 1453 году прервало начатые переговоры. Гуситы стали после этого развиваться в сторону радикального разрыва с церковной традицией и в XVI веке вошли в союз с немецкими протестантами.

### Первые православные верующие
Первые православные после раскола с Римской церковью появились в Чехии благодаря сербам, словакам и карпатороссам.
В революционном 1848 году в Праге состоялся Славянский съезд, во время работы которого 4 июня сербский священник Павел Стоматович с диаконом Никанором Гружичем совершил Божественную литургию на церковнославянском языке перед каменной скульптурой святого Вацлава (Вячеслава) в Нове Месте в Праге (территория нынешней Вацлавской площади). Во время этой Литургии возносились молитвы о духовном пробуждении славянских народов.
В 1870 году после Первого Ватиканского собора группа чехов из 12 человек обратилась к петербургскому митрополиту Исидору с просьбой воссоединить их с Православной церковью. Чин присоединения был совершён в Александро-Невском соборе Санкт-Петербурга в праздник Покрова Пресвятой Богородицы в 1870 году.

### Православные храмы Русской православной церкви
В начале 1860-х годов Пражский магистрат предложил передать Русской православной церкви пустой храм святого Микулаша (Николая) на Староместской площади, ранее принадлежавший ордену славянских бенедиктинцев. В 1874 году состоялось освящение этого храма, после чего здесь регулярно совершались православные богослужения, хотя и с некоторыми ограничениями (запрещалось вывешивать на стенах храма объявления о времени богослужения и совершать на площади крестные ходы). Наличие православного храма в центре чешской столицы способствовало знакомству с православием этнических чехов. В конце XIX — начале XX века были также открыты русские храмы в Франтишковых Лазнях, Карловых Варах и Марианских Лазнях.

### Православные чехи
В 1867 году на Волыни на льготных условиях была основана чешская земледельческая община. К началу XX века сюда переселилось около 30 000 чехов, из них 27 000 приняли православие. Многие из них, вернувшись в Чехию, остались православными.
В 1903 году в Праге было создано общество «Православная беседа», включавшее в себя 27 членов. На основе этого неполитического союза планировалось создать в будущем православный приход. Австрийская власть расценивала интерес к православию как политическую неблагонадёжность, которая могла перейти в «панславизм» и «русофильство», и поэтому каждый случай массового перехода в православие расследовала полиция.
В 1905 году православие приняло 104 чешских старокатолика, во многом благодаря Русской православной церкви. По переписи 1910 года в Чехии насчитывалось 1063 православных.

### Преследования во время Первой мировой войны
После начала Первой мировой войны австрийские власти начали преследование православных. Храм святого Микулаша в Праге был отнят у Русской Православной церкви. Российский священник Николай Рыжков, служивший настоятелем храма, в 1917 году был приговорён к смертной казни по обвинению в государственной измене. Этот приговор не был приведён в исполнение только потому, что российское правительство согласилось обменять отца Николая на униатского митрополита Андрея Шептицкого, попавшего в плен после взятия русской армией Львова. Получив свободу, отец Николай Рыжков выехал в Петроград, где и умер в 1920 году.

### Чешская православная епархия
В 1921 году произошло возрождение Чехословацкой гуситской церкви, которая сначала также желала объединения с Православной церковью. После переговоров с Сербским патриархатом был рукоположён епископ Горазд (Павлик). Впоследствии большая часть гуситской церкви пошли путём самоизоляции и отказа от апостольской преемственности, а епископ Горазд с меньшинством создал Чешский православную епархию в юрисдикции Сербской православной церкви. Во время Второй мировой войны он был убит фашистами, а православные подверглись преследованиям.

### Юрисдикция Константинопольского патриархата
В 1923 году в Константинополе был рукоположён во епископа Пражского Савватий (Врабец). Его юрисдикция действовала параллельно с юрисдикцией Сербской, а впоследствии Русской церкви. Он умер в 1959 году, после чего эта юрисдикция прекратила существование.

### Автокефальная церковь
После войны Чешская православная епархия, как и юрисдикция русских эмигрантов, перешли к Московскому патриархату, от которого в 1951 году получила автокефалию. Первым предстоятелем был Елевферий (Воронцов). Однако акт провозглашения автокефалии Чехословацкой церкви не был признан Константинопольским Патриархатом, который продолжал считать её автономной в своём подчинении.
После краха коммунистической системы до конца 1992 года стал очевидным скорый распад Чехословацкой федеративной республики на два независимых государства. В связи с этим Поместный собор Чехословацкой православной церкви, проходивший 11-12 декабря в Прешове, высказался за сохранение единой автокефальной Церкви, распространяющей свою юрисдикцию на территорию двух независимых государств. Однако, в соответствии с новой политической ситуацией, было принято решение об изменении официального наименования Церкви. Отныне она стала называться «Православная Церковь в Чешских землях и Словакии». Был принят новый Устав Церкви, по которому единый Митрополичий совет была разделён на два самостоятельных органа — Митрополичий совет Чешских земель в Праге и митрополичий совет Словакии в Прешове. Предстоятелем Церкви отныне мог быть избран как архиепископ Пражский, так и архиепископ Пряшевской. Едиными для всей Церкви остались Священный Синод и Поместный Собор. Пряшевской собор 1992 года принял решение о канонизации моравского князя Ростислава, инициатора Кирилло-Мефодиевской миссии среди славян. Торжества по случаю канонизации проходили 29-30 октября 1994 в Прешове и Брно.
1 января 1993 года Чехословацкая Республика разделилась на два государства — Чехию и Словакию, на территорию которых распространяется каноническая власть единой поместной Православной церкви.
27 августа 1998 года Константинопольским патриархом Варфоломеем был издан «Патриарший и Синодальный Томос о даровании автокефалии святой Православной Церкви в Чешских землях и Словакии», который рассматривается Чехословацкой церковью скорее как акт признания Константинополем автокефалии, полученной в 1951 году от Русской православной церкви.

## Современное состояние
Каноническое православие на территории Чехии представлено двумя епархиями Православной церкви Чешских земель и Словакии: Пражской и Оломоуцко-Брненской.
Предстоятелем Церкви является архиепископ Прешовский Ростислав (Гонт). Оломоуцко-Брненскую епархию возглавляет Симеон (Яковлевич). Митрополит Христофор (Пулец) пребывает на покое.
На территории Чехии действуют 82 прихода, а православных верующих насчитывается 20 533 человека. Кафедральным собором Пражской епархии и основным православным храмом Чехии является Собор святых Кирилла и Мефодия.
Неканонические юрисдикции на территории Чехии практически отсутствуют. Есть сведения лишь об одном приходе и миссии греческой старостильной юрисдикции «Синода противостоящих».

## Монастыри
- Мужской монастырь преподобного Прокопия Сазавского в Мосты
- Мужской монастырь святого Горазда в Грубой Вербке
- Женский монастырь Успения Пресвятой Богородицы в Литовле

## Соборы
- Кафедральный собор святых Кирилла и Мефодия (Прага)
- Кафедральный собор святого Горазда (Оломоуц)